# Glaner Heide
Die Glaner Heide ist ein Naturschutzgebiet in der Gemarkung Wildeshausen (Landkreis Oldenburg, Niedersachsen).

## Beschreibung
Die Glaner Heide ist ein 15,9 ha großes Gebiet südlich der Hunte, südwestlich von Dötlingen. Das Naturschutzgebiet mit der Kennzeichen-Nummer NSG WE 071 besteht im Wesentlichen aus einer Heidefläche mit sechs Grabanlagen der Jungstein- bzw. Bronzezeit („Glaner Braut“). In den Randbereichen finden sich Kiefern- bzw. Birken-Eichen-Wälder. Ziel der Unterschutzstellung ist der Erhalt der naturnahen Ginster-Sandheide-Gesellschaften, der kulturhistorisch bedeutenden Grabanlagen sowie der Standorte gefährdeter Pflanzengesellschaften.

## Geschichte
Mit Verordnung vom 30. September 1939 wurde das Gebiet Glaner Heide zum Naturschutzgebiet erklärt. Zuständig ist der Landkreis Oldenburg als untere Naturschutzbehörde.